# Högfjället

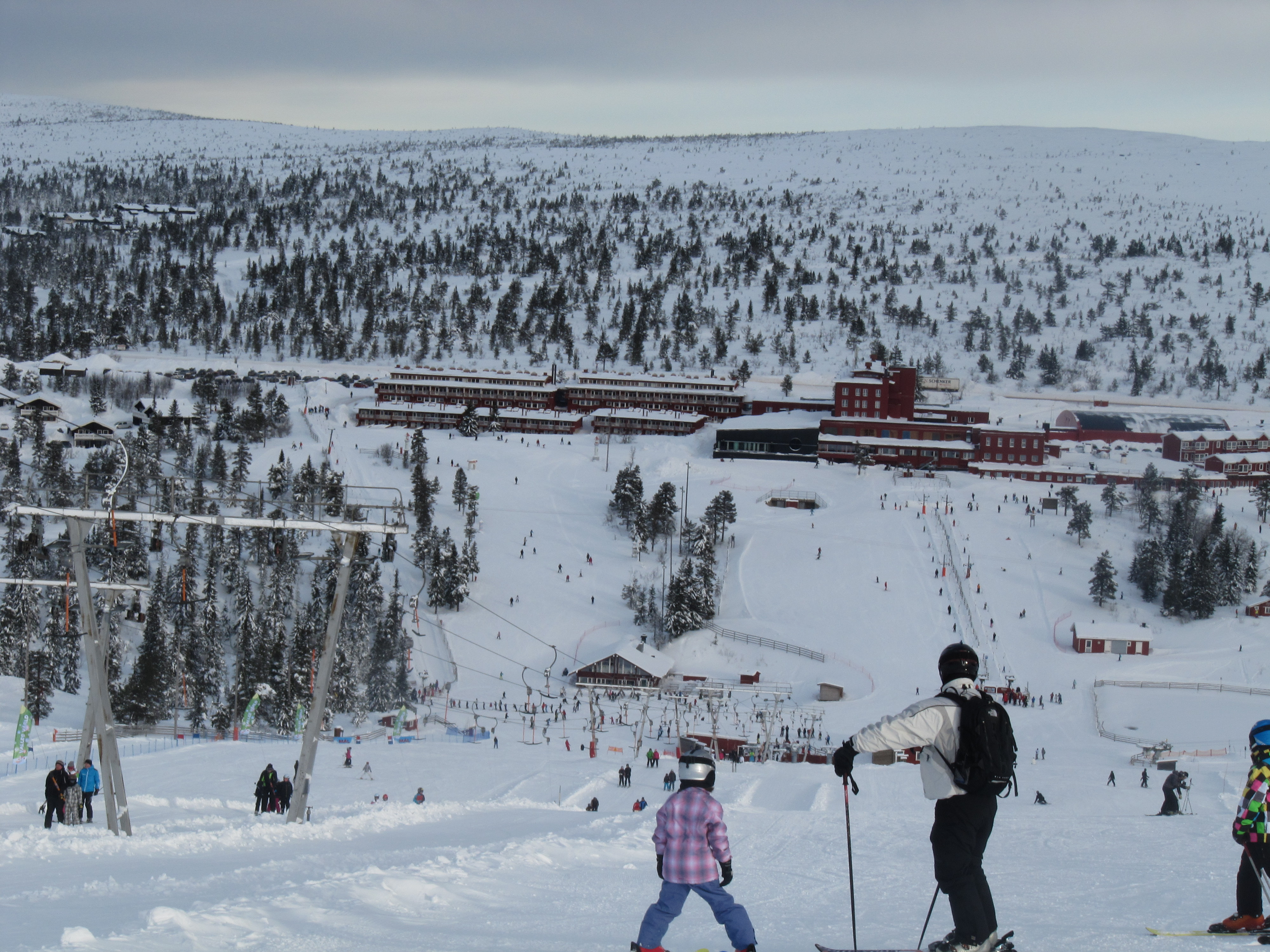
Sälens högfjällshotell.

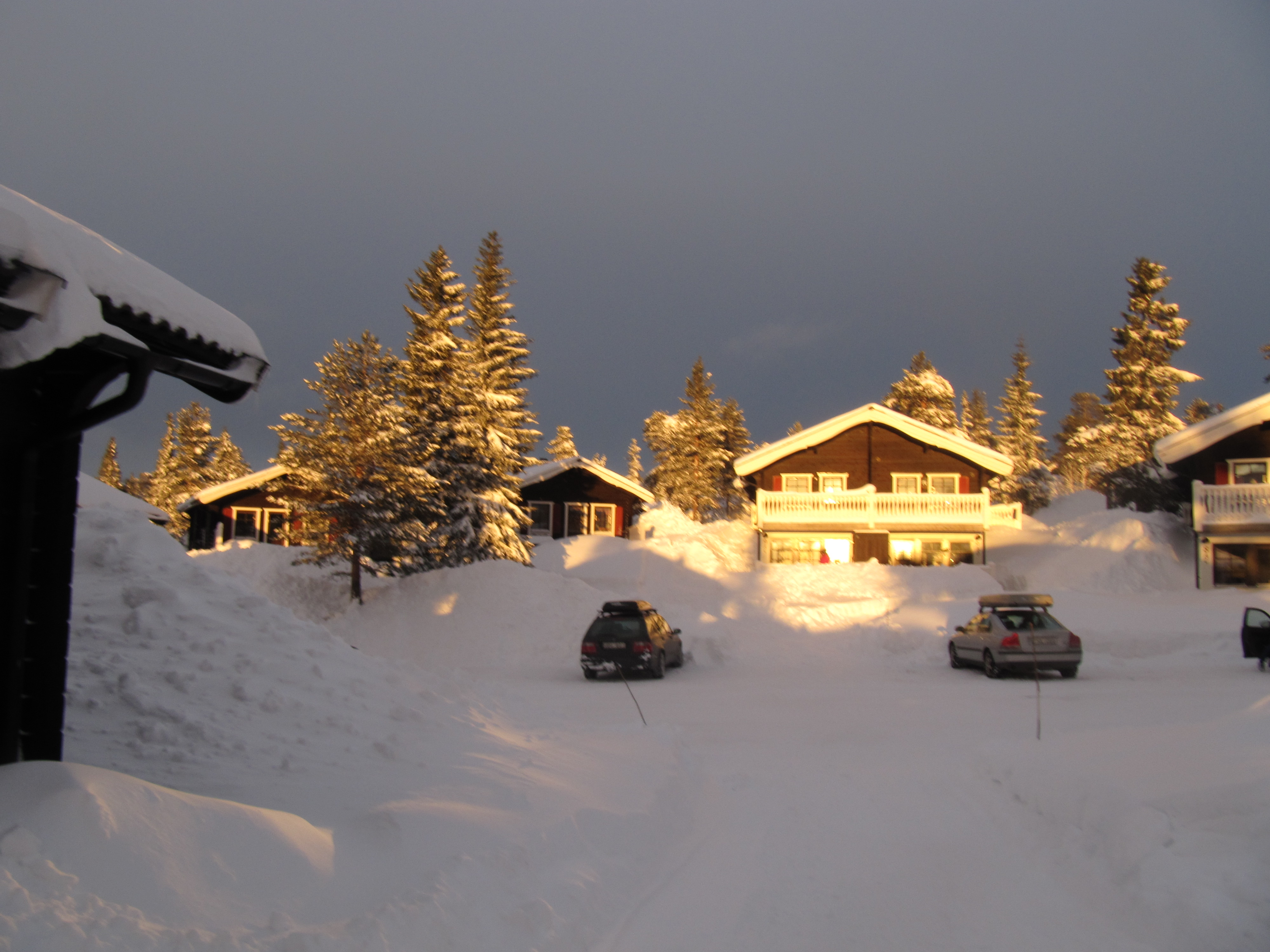
Stugor för uthyrning.

Högfället är ett av Skistars fyra skidområden i Sälen. Området är ganska litet jämfört med de andra skidområdena i Sälen: Hundfjället, Kläppen, Lindvallen, Näsfjället, Stöten och Tandådalen. Här finns dock ett hotell, Sälens högfjällshotell. Hotellet byggdes 1936 på initiativ av Johan Wilhelm Klüver.
Skidlift- och pistsystemet sitter ihop med Lindvallen och innehåller totalt 48 liftar och 57 pister. Det är en cirka 3 km lång sträcka till Lindvallenområdet, med flera liftar och flacka pister som gör det möjligt att åka skidor mellan skidområdena.  
Högfjällets topp är 924 meter över havet, det är en meter under trädgränsen för 2025.